# All India Coordination Committee of Communist Revolutionaries
All India Coordination Committee of Communist Revolutionaries bildades 1967 som en prokinesisk utbrytning ur Communist Party of India (Marxist). AICCCR menade att det var läge för väpnad revolution i Indien och fördömde deltagande i parlamentariska val. Rörelsens ledare var Charu Majumdar och Kanu Sanyal.
1969 bildade AICCCR Communist Party of India (Marxist-Leninist). Före bildandet av CPI(ML) hade Andhra Pradesh Coordination Committee of Communist Revolutionaries uteslutits ur AICCCR.